# Biskupi Mandeville
Biskupi Mandeville – biskupi diecezjalni wikariatu apostolskiego, a od 1997 diecezji Mandeville.

## Biskupi

### Biskupi diecezjalni
| Lata urzędowania | Biskup | Biskup                   | Uwagi                                                                                       |
| ---------------- | ------ | ------------------------ | ------------------------------------------------------------------------------------------- |
| 1991–2004        |        | Paul Michael Boyle CP    | wikariusz apostolski Mandeville w latach 1991–1997, następnie biskup diecezjalny Mandeville |
| 2004–2006        |        | Gordon Dunlap Bennett SJ |                                                                                             |
| 2008–2016        |        | Neil Tiedemann CP        | następnie biskup pomocniczy Brooklinu                                                       |
|                  |        | Charles Dufour           | administrator apostolski sede vacante w latach 2016–2020                                    |
| od 2020          |        | John Persaud             |                                                                                             |